# Ba'thismo

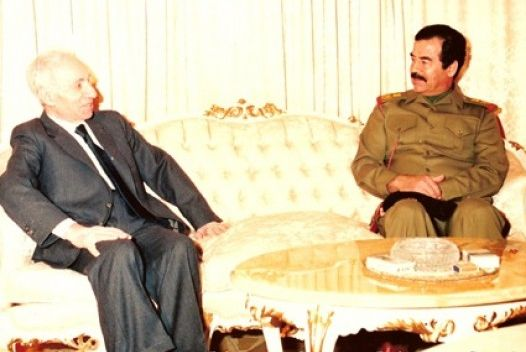
Saddam Hussein in conferenza nel 1988 con Michel Aflaq, fondatore del Ba'thismo

Il Ba'thismo o baathismo (in arabo البعثيّة‎?, al-baʿṯiyya, dall'arabo بعث‎, baʿṯ, che significa "rinascita" o "Resurrezione") è un'ideologia nazionalista araba che promuove lo sviluppo e la creazione di una nazione araba unificata attraverso la leadership di un partito "progressista rivoluzionario" sui singoli governi.

## Ideologia
L'ideologia è ufficialmente basata sulle teorie di Zaki al-Arsuzi (secondo il movimento Ba'ath pro-siriano), Michel Aflaq e Salah al-Din al-Bitar. Si propone una rinascita araba simile a quella che in Europa si ebbe durante il Rinascimento e l'Illuminismo, con il fine di creare una società araba laica perfetta, basata su valori secolari ma non atea. Lo stato ba'thista esercita politiche economiche socialiste, ma accetta la proprietà privata.
Il Partito Ba'th è uno storico oppositore del liberalismo e del multipartitismo, poiché ritiene che l'ordine si possa fondare solo su una guida monopartitica solida e autoritaria, anche per reprimere i movimenti fondamentalisti islamici. Il ba'thismo origina innanzitutto dalla lotta anticoloniale (da cui la "libertà" menzionata nel motto unità araba, libertà e socialismo) e si basa sui principi del nazionalismo arabo, del panarabismo, del socialismo arabo genericamente ispirato al progresso sociale e alla terza via. Tuttavia nel corso degli anni il panarabismo delle origini ha lasciato il posto a un interesse più locale per il levante arabo, mentre il laicismo ha concesso diverse aperture all'islam politico.

## Declino
Quelli che erano i due stati baa'thisti per eccellenza, ossia Iraq e Siria, vivono una crisi dagli anni duemila. Con la morte di Saddam Hussein, in Iraq i baa'thisti sono in esilio, mentre in Siria vi è stata una graduale riforma dell'apparato istituzionale e ideologico dello Stato da parte di Bashar al-Assad, il quale ha avviato nel corso degli anni una serie di liberalizzazioni, oltre che una rottamazione della classe dirigente sia negli apparati governativi siriani, che all'interno del partito stesso.
Nel dicembre 2024, a seguito della presa di Damasco da parte della Opposizione siriana, finisce il controllo sulla Siria da parte del partito Ba'th e avviene la conseguente sospensione delle attività di quest'ultimo, facendo di fatto finire dopo oltre sessant'anni anche l'ultimo stato governato e nato secondo un'ideologia Baa'thista.